# Edgewood (Novo México)
Edgewood é uma cidade  localizada no estado americano de Novo México, no Condado de Santa Fe.

## Demografia
Segundo o censo americano de 2000, a sua população era de 1893 habitantes.
Em 2006, foi estimada uma população de 1810, um decréscimo de 83 (-4.4%).

## Geografia
De acordo com o United States Census Bureau tem uma área de
22,6 km², dos quais 22,6 km² cobertos por terra e 0,0 km² cobertos por água. Edgewood localiza-se a aproximadamente 1968 m acima do nível do mar.

## Localidades na vizinhança
O diagrama seguinte representa as localidades num raio de 20 km ao redor de Edgewood.